# Фаджр Сепаси
«Фаджр Шахид Сепаси Шираз» (перс. باشگاه فوتبال فجر شهید سپاسی شیراز‎) — иранский футбольный клуб из Шираза. Считается одним из самых неустойчивых с финансовой точки зрения клубов Ирана. Принадлежит полувоенной организации Басидж. Состоит в основном из молодых игроков. Имеет мощную фанатскую поддержку в Ширазе.

## История

### Создание
В 1988 году группа молодых людей из Шираза вместе с Джафаром Джафари, основали футбольную команду имени Бехзада. Она начала играть в 2-м дивизионе Шираза. Когда Маджид Сепаси был убит на ирано-иракской войне, команда была переименована в Фаджр Шахид Сепаси, чтобы почтить его. К 1991 году клуб был куплен Корпусом стражей Исламской революции (КСИР). В 1995 году он стал чемпионам провинции Фарс, а в 1996 году был повышен в Лигу Азадеган. Клуб остался на престижном уровне иранских футбольных клубов с тех пор, когда удивив всех, он выиграл Кубок Хазфи в 2001 году.

### Присоединение
В декабре 2006 года КСИР продал свой пакет спортивных акций Басидж, поэтому команда была переименована в Могавмеат. Фаджр Сепаси теперь стал официально известен как Могавмеат Шахид Сепаси Шираз, хотя имя не находится в общем пользовании до сих пор.

Голям Хосейн Пейровани до 2009 года был главным тренером команды, однако после его назначения главным олимпийским тренером Ирана, был вынужден покинуть клуб. Так Хосейн ушёл из клуба после 10 лет пребывания в нём, и он закончил свой последний сезон в середине таблицы и был заменен Давудом Махабади. Вскоре, после плохих результатов ему на смену пришёл Мохаммад Ахмедзаде. Так закончился первый сезон без Пейровани.

## Сезоны
В приведенной ниже таблице хроника достижений Могавмеат Сепаси в различных турнирах с 1995 года.
| Сезон     | Лига                | Место | Hazfi Cup   | Примечания | Кубок Обладателей кубков АФК |
| --------- | ------------------- | ----- | ----------- | ---------- | ---------------------------- |
| 1995-1996 | Лига провинции Фарс | 1-е   | не прошли   | Повышен    | Не прошёл                    |
| 1996-1997 | 2-й дивизион        | 1-е   | 1/16 Финала | Повышен    | Не прошёл                    |
| 1997-1998 | Азадеган Лига       | 4-е   | не играл    |            | Не прошёл                    |
| 1998-1999 | Азадеган Лига       | 10-е  | 1/16 Финала |            | Не прошёл                    |
| 1999-2000 | Азадеган Лига       | 3-е   | 1/8 Финала  |            | Не прошёл                    |
| 2000-2001 | Азадеган Лига       | 9-е   | Победитель  |            | Не прошёл                    |
| 2001-2002 | Высшая Лига         | 10-е  | Финал       |            | Первый Раунд                 |
| 2002-2003 | Высшая Лига         | 4-е   | Финал       |            | не прошёл квалификацию       |
| 2003-2004 | Высшая Лига         | 11-е  | 1/8 Финала  |            | не прошёл квалификацию       |
| 2004-2005 | Высшая Лига         | 11-е  | 1/16 Финала |            | не прошёл квалификацию       |
| 2005-2006 | Высшая Лига         | 10-е  | 1/8 Финала  |            | не прошёл квалификацию       |
| 2006-2007 | Высшая Лига         | 10-е  | 1/16 Финала |            | не прошёл квалификацию       |
| 2007-2008 | Высшая Лига         | 14-е  | 1/8 Финала  |            | не прошёл квалификацию       |
| 2008-2009 | Высшая Лига         | 9-е   | 1/16 Финала |            | не прошёл квалификацию       |
| 2009-2010 | Высшая Лига         | 16-е  | 1/16 Финала | Вылет      | не прошёл квалификацию       |
| 2010-2011 | Азадеган Лига       | 2-е   | 1/32 Финала | Повышен    | не прошёл квалификацию       |
| 2011-2012 | Высшая Лига         | 13-е  | 1/8 Финала  |            | не прошёл квалификацию       |

## Достижения
- Hazfi Cup:

Победитель (1): 2001
Финалист (2): 2002, 2003
- 2-й дивизион:

Победитель: 1997
- Международный кубок АК пайп:

2-место: 2001

## Главные тренеры
- Мансур Порхейдари (1996-98)
- Махмуд Явари (1998-99)
- Голям Хосейн Пейровани (1999-09)
- Давуд Махабади (2009-10)
- Мохаммад Ахмедзаде (2010)
- Али Калантари (сентябрь 2010-ноябрь 2011)
- Махмуд Явари (ноябрь 2011 — н.в.)